# Herb kraju trnawskiego

Herb kraju trnawskiego

Herb kraju trnawskiego to, obok flagi, jeden z symboli tego kraju.

## Opis herbu
Tarcza herbowa trójdzielna: dwudzielna w pas i dwudzielna w słup w części górnej.
- W polu pierwszym, błękitnym, złote koło o sześciu szprychach pod złotą koroną.
- W polu drugim, błękitnym, złoty jeleń o srebrnym zbrojeniu wyrastający ze srebrnego koła o ośmiu szprychach w połowie schowanego za zielone trójwzgórze.
- W dolnym (trzecim) polu, złotym, trzy poziome falowane pasy błękitne.

## Uzasadnienie symboliki herbu
Koło w polu pierwszym pochodzi z herbu Trnawy, stolicy kraju. Jeleń, koło i trójwzgórze to elementy herbu komitatu Pozsony (Bratysława), na którego terenie, po części, leży obecny kraj trnawski. Trzy pasy w trzecim polu to trzy rzeki - Dunaj, Wag i Morawa.